# Альняшка
Альняшка — река в России, течёт по территории Куединского района Пермского края. Устье реки находится в 141 км по правому берегу реки Буй. Длина реки составляет 10 км.
В среднем течении вдоль реки расположено село Альняш.

## Данные водного реестра
По данным государственного водного реестра России относится к Камскому бассейновому округу, водохозяйственный участок реки — Буй от истока до Кармановского гидроузла, речной подбассейн реки — бассейны притоков Камы до впадения Белой. Речной бассейн реки — Кама.
Код объекта в государственном водном реестре — 10010101112111100016199.